# Novitina
Novitina is een geslacht van vlinders van de familie venstervlekjes (Thyrididae).

## Soorten
- N. nigripuncta (Warren, 1907)
- N. variegata (Warren, 1899)